# Mariano I di Arborea
Mariano I de Lacon-Zori, nato Mariano de Lacon-Zori (... – 1070), fu giudice del Regno di Arborea dal 1060.
Membro della famiglia Lacon-Zori (de Thori), divenne Giudice di Arborea nel momento in cui il padre Barisone I, giudice di Arborea e di Torres decise di occuparsi esclusivamente del secondo giudicato.